# Barotseland

Drapeau du Barotseland.

Le Barotseland, ou Bulozi, est une région de la Zambie qui correspond aujourd'hui à sa province occidentale. C'est la patrie du peuple Barotse ou Lozi qui, semble-t-il, est venu du Congo au XVIe et au XVIIe siècle.
La partie centrale du Barotseland, à l'Ouest de la ville de Mengu, est située dans la plaine inondable de Barotse dans les méandres du Haut-Zambèze, mais le Barotseland s'étend aussi sur les plateaux avoisinants et descend jusqu'à la frontière avec la Namibie (Bande de Caprivi).

## Histoire

### Avant la colonisation
Le Barotseland était autrefois un royaume qui englobait des régions aujourd'hui rattachées à d'autres provinces de la Zambie (Nord-Ouest, Centrale et Méridionale), à l'Angola, au-delà de la rivière Cuando, et à la Namibie (bande de Caprivi). Le roi portait le titre de « Mbumu Wa Litunga », qui signifie « Gardien de la terre », et résidait alternativement en plaine, à Lealui et sur les hauteurs, à Limulunga. 

À partir de 1823, le Bulozi est envahi par une tribu Sotho chassée de chez elle par le « Mfecane », le mouvement d'expansion de l'empire zoulou dans l'actuel Natal ; partie de la région de Winburg (Etat libre d'Orange), elle est arrivée dans le Haut-Zambèze après avoir contourné les confins orientaux du Kalahari et séjourné brièvement en divers lieux. 
En 1838, Sebitwane, le chef de la tribu, renverse la dynastie précédente et devient lui-même roi sous le titre non plus de Litunga mais de « Morêna ». La langue sesotho est alors parlée par la classe dirigeante, connue sous le nom de « Makololo », et elle devient donc la langue officielle du royaume dans laquelle s'exprimera d'ailleurs bientôt une partie du peuple Lozi. Au cours de son règne, Sebitwane reçoit David Livingstone et lui demande de créer une mission dans son pays afin d'être protégé de la menace constante que constitue pour le Bulozi le royaume des Ndébélés (ou Matabeles), situé juste au Sud du Zambèze. Sebitwane s'adresse à Livingstone car il doit certainement savoir que l'explorateur-missionnaire est le gendre de Robert Moffat, le chef de la mission congrégationaliste de Kuruman, la capitale des Ndébélés, et qu'il entretient les meilleures relations avec leur roi.

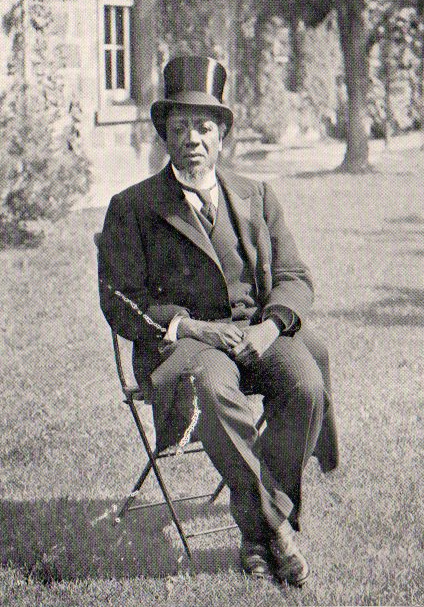
Le roi Lewanika Ier en Europe en 1913.

En 1853, Sekeletu, le successeur du roi Sebitwane, réitère la demande de missionnaires à Livingstone qui, de retour à Londres, persuade la Société Missionnaire de Londres d'envoyer des missionnaires au Bulozi. Une équipe de missionnaires arrive en 1859, mais les missionnaires, Helmore et Price, accompagnés de leurs femmes et de leurs enfants, sont mal accueillis par Sekeletu qui pensait voir arriver Livingstone en personne. Le groupe est bientôt victime de maladie, ou d'un empoisonnement, et Price, le seul survivant, réussit à rejoindre Kuruman. 
En juin 1864, à la suite d'une révolte des Lozi, leur chef, Sipopa Lutangu, prend le pouvoir et rétablit la dynastie Litunga, mais il ne change cependant pas de politique. Le Sesotho reste la langue officielle du pays et il maintient la demande de missionnaires pour se préserver des Ndébélés. 
À partir de 1884, en raison de rivalités entre chefs, le pays va connaitre quelques années de guerre civile. Le roi Lubosi I, qui règne depuis 1878, est renversé par Akufuna auquel succède Sikufele qui autorise le missionnaire français François Coillard à fonder une station missionnaire à Sefula.
En 1885, Lubosi I revient d'Angola, où il avait préparé son retour, et mène une sanglante répression contre les usurpateurs. Il reprend le pouvoir sous le nom de Lewanika I cette fois et il mène une politique qui sera encore une fois la même que celle de ses prédécesseurs en faveur des missionnaires pour se protéger du puissant voisin Ndébélé, et de recherche d'une protection de la Couronne britannique. Il doit aussi affronter l'expansionnisme des Européens dans leur recherche de concessions minières et d'une tutelle sur le pays.

### Sous la tutelle britannique
Le Barotseland sera le premier pays au Nord du Zambèze à signer une concession avec un particulier en juin 1889, mais, dès novembre, cette concession est achetée par la Compagnie Britannique d'Afrique du sud dirigée par Cecil Rhodes. Lewanika va bientôt se rendre compte qu'il a été trompé car rien dans le traité ne spécifiait qu'une protection formelle de la Couronne britannique lui avait été accordée.

Il va alors écrire à la reine Victoria pour lui dire que les agents de la British South Africa Company n'avaient pas correctement exprimé ses demandes dans le traité de concession. 
Non seulement il ne sera pas entendu mais, en 1899, le Royaume-Uni va annexer officiellement le Barotseland et en faire un protectorat, le Barotseland-Rhodésie du Nord-Ouest.
Le Barotseland, qui conserve un statut de relative autonomie, va continuer à œuvrer en permanence auprès des autorités britanniques pour le maintien voire l'élargissement de son autonomie interne. Ainsi, il va nommer un premier ministre jusqu'en octobre 1965 et la Couronne britannique sera représentée localement, d'abord par un résident britannique, puis par des délégués du gouverneur de la Rhodésie du Nord.

### Depuis l'indépendance zambienne

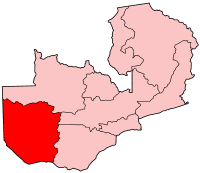
Le Barotseland correspond à la province occidentale de la Zambie.

Après l'indépendance de la Zambie en 1964, le Barotseland devient la Province du Barotseland, mais il va se heurter à la politique centralisatrice du président Kenneth Kaunda. Celui-ci reconnait bien une certaine autonomie au Barotseland mais sans réelle capacité politique, la fonction de premier ministre étant même supprimée en octobre 1965.
Le Barotseland refuse alors d'accepter cet état de fait et exprime même une volonté sécessionniste qui ne sera pas tolérée par Lusaka. En 1969, le gouvernement zambien décide de ne plus reconnaitre le Barotseland en tant que province autonome et va même jusqu'à changer le nom de province du Barotseland en simple province occidentale.
Aujourd'hui, les idées sécessionnistes n'ont pas totalement disparu et les Barotsi accusent le gouvernement de Lusaka de tenir le Barotseland éloigné de tout développement et de ne pas le traiter comme les autres provinces en matière d'électrification ou de construction de routes par exemple. La monarchie n'a cependant pas été totalement supprimée, le roi actuel, depuis 2000, étant le Litunga Lubosi II Imwiko.  

## Sources
- Daniel C. Bach, La France et l'Afrique du Sud. Histoire, mythes et enjeux contemporains, Credu-Karthala, 1990.
- Ben Cahoon, Les Etats traditionnels de Zambie, 2000.
- John P. Ragsdale, Protestant mission education in Zambia, 1880-1954, Susquehanna University Press, 1987.
- Page Wikipedia en anglais.